# کارلوس لاکوسته
کارلوس لاکوسته (انگلیسی: Carlos Lacoste; زاده ۲ فوریهٔ ۱۹۲۹ – درگذشته ۲۴ ژوئن ۲۰۰۴) پرسنل نظامی، و سیاستمدار اهل آرژانتین بود.